# جيمس ر. بارتون
جيمس ر. بارتون (بالإنجليزية: James R. Barton)‏ هو عسكري أمريكي، ولد في 1810 في مقاطعة هاوارد في الولايات المتحدة، وتوفي في 1856.